# بوژانا رادولوویچ
بوژانا رادولوویچ (سیریلیک صربی: Бојана Радуловић؛ زادهٔ ۲۳ مارس ۱۹۷۳) بازیکن هندبال اهل مجارستان است.